# Copa Colombia 2023
La Copa Colombia 2023 (conocida como Copa BetPlay Dimayor 2023 por motivos de patrocinio) fue la vigésimo primera edición del torneo nacional de Copa organizado por la División Mayor del Fútbol Colombiano que enfrenta a los clubes de las categorías Primera A y Primera B del fútbol en Colombia.
Atlético Nacional ganó su sexto título en la competición, venciendo a Millonarios en la final por tiros desde el punto penal luego de un empate a dos goles en el marcador global. El campeón tuvo derecho a un cupo directo para la fase 2 de la Copa Libertadores 2024.

## Sistema de juego

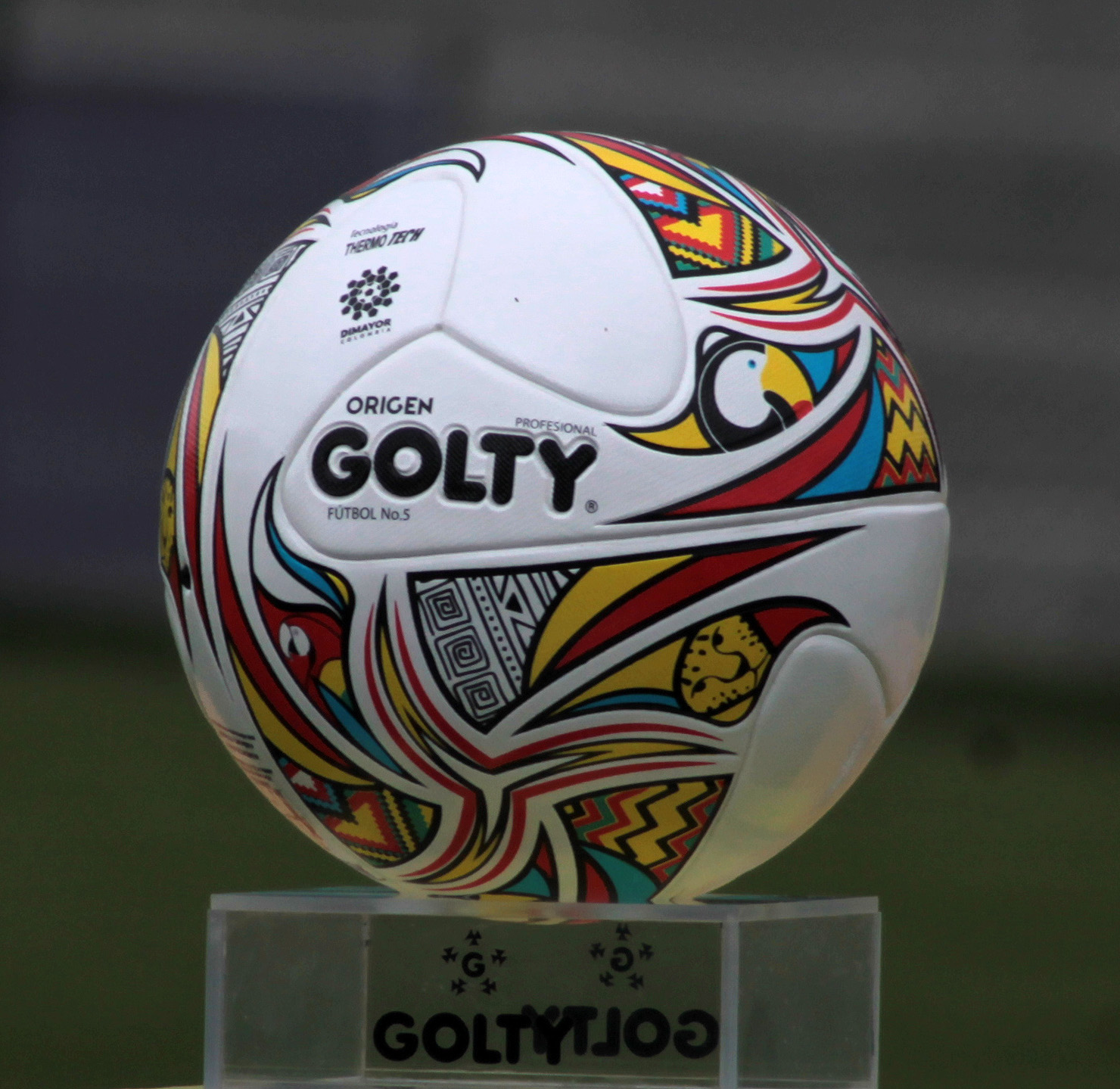
Origen, el balón oficial del fútbol colombiano en la temporada 2023.

Para esta edición, el sistema de juego fue modificado respecto a la temporada anterior. Desde la Fase I se enfrentaron equipos de la Primera B contra equipos de la Primera A. Aunque se mantuvo el formato de eliminación directa con llaves a partidos de ida y vuelta, las localías en cada fase (con excepción de la segunda) fueron decididas mediante sorteo.
La primera fase enfrentó a los ocho peores equipos de la reclasificación del torneo de segunda división contra los seis peores equipos de la reclasificación de la Primera A y los dos recién ascendidos. En la segunda fase, se enfrentaron los ocho ganadores de la primera fase contra los seis mejores equipos de la reclasificación de la segunda categoría en 2022 y los dos equipos que descendieron de la primera división. En la tercera ronda, los ocho ganadores de la ronda anterior se enfrentaron entre ellos y los cuatro ganadores avanzaron a octavos de final para ser sorteados con los doce mejores equipos de la reclasificación de la primera división.

## Equipos participantes
Estos fueron los equipos participantes para la edición de 2023 según el orden de aparición en el torneo.
| Categoría Primera B | Categoría Primera A |
| Fase I | Fase I |
| --- | --- |
| - Real Cartagena - Real Santander - Atlético F. C. - Barranquilla F. C. - Valledupar F. C. - Boca Juniors de Cali - Orsomarso - Cúcuta Deportivo | - Envigado F. C. - Once Caldas - Jaguares - Alianza Petrolera - Unión Magdalena - Deportivo Cali - Boyacá Chicó - Atlético Huila |

| Categoría Primera B                                                                                                 | Categoría Primera A |
| Fase II | Octavos de final |
| --- | --- |
| - Deportes Quindío - Fortaleza CEIF - Llaneros - Itagüí Leones - Tigres F. C. - Bogotá F. C. - Patriotas - Cortuluá | - Atlético Nacional - Deportivo Pereira - Independiente Medellín - Millonarios - Deportes Tolima - Santa Fe - Junior - Águilas Doradas - La Equidad - Atlético Bucaramanga - Deportivo Pasto - América de Cali |

## Fase I a la III

### Fase I
Se enfrentaron los ocho peores equipos de la Categoría Primera B 2023 teniendo en cuenta la tabla de reclasificación de la Primera B 2022 y los ocho peores equipos de la Primera A basado en la reclasificación de 2022, donde los ocho equipos de la Categoría B fueron cabezas de serie y los de la Primera A fueron sorteados en ocho llaves numeradas del 1 al 8. El sorteo de esta fase se llevó a cabo el 12 de enero de 2023.
| Fechas             | Local ida            | Global       | Local vuelta    | Ida | Vuelta | Llave |
| ------------------ | -------------------- | ------------ | --------------- | --- | ------ | ----- |
| 15 y 23 de febrero | Boyacá Chicó         | 1:1 (7:8 p.) | Real Cartagena  | 1:1 | 0:0    | 1     |
| 15 y 23 de febrero | Alianza Petrolera    | 4:2          | Real Santander  | 4:1 | 0:1    | 2     |
| 15 y 22 de febrero | Atlético F. C.       | 2:2 (2:4 p.) | Envigado F. C.  | 2:0 | 0:2    | 3     |
| 16 y 23 de febrero | Barranquilla F. C.   | 3:9          | Deportivo Cali  | 3:3 | 0:6    | 4     |
| 14 y 22 de febrero | Valledupar F. C.     | 0:3          | Jaguares        | 0:2 | 0:1    | 5     |
| 16 y 22 de febrero | Boca Juniors de Cali | 0:4          | Unión Magdalena | 0:1 | 0:3    | 6     |
| 14 y 21 de febrero | Orsomarso            | 1:0          | Atlético Huila  | 1:0 | 0:0    | 7     |
| 16 y 22 de febrero | Cúcuta Deportivo     | 3:2          | Once Caldas     | 3:1 | 0:1    | 8     |

### Fase II
Se enfrentaron los 8 ganadores de la Fase I contra los seis mejores equipos de la tabla de reclasificación de la Primera B 2022 y los dos descendidos de la temporada 2022.
Fueron locales en los partidos de vuelta los clubes ganadores de la primera fase siendo sorteados en ocho llaves: "Llave A, B, C, D, E, F, G y H", siendo que los ganadores se acomodaron inversamente a la letra de la llave, es decir, el ganador 8 fue ubicado en la Llave A, el ganador 7 en la Llave B y así sucesivamente. El sorteo se llevó a cabo el 12 de enero de 2023.
| Fechas           | Local ida        | Global       | Local vuelta      | Ida | Vuelta | Llave |
| ---------------- | ---------------- | ------------ | ----------------- | --- | ------ | ----- |
| 16 y 30 de marzo | Deportes Quindío | 0:2          | Cúcuta Deportivo  | 0:2 | 0:0    | A     |
| 16 y 28 de marzo | Patriotas        | 0:1          | Orsomarso         | 0:0 | 0:1    | B     |
| 15 y 30 de marzo | Fortaleza CEIF   | 4:5          | Unión Magdalena   | 2:1 | 2:4    | C     |
| 15 y 30 de marzo | Llaneros         | 1:2          | Jaguares          | 1:1 | 0:1    | D     |
| 15 y 29 de marzo | Itagüí Leones    | 0:2          | Deportivo Cali    | 0:0 | 0:2    | E     |
| 15 y 29 de marzo | Tigres F. C.     | 1:1 (4:1 p.) | Envigado F. C.    | 1:1 | 0:0    | F     |
| 16 y 29 de marzo | Bogotá F. C.     | 2:3          | Alianza Petrolera | 2:2 | 0:1    | G     |
| 15 y 29 de marzo | Cortuluá         | 2:5          | Real Cartagena    | 1:3 | 1:2    | H     |

### Fase III
En esta fase participaron los ocho clubes ganadores de la fase anterior. Los enfrentamientos fueron definidos previamente, siendo el ganador de la Llave A contra el ganador de la Llave H, ganador de la Llave B contra el ganador de la Llave G, ganador de la Llave C contra el ganador de la Llave F y el ganador de la Llave D contra el ganador de la Llave E.
| Fechas                  | Local ida       | Global       | Local vuelta      | Ida | Vuelta | Llave |
| ----------------------- | --------------- | ------------ | ----------------- | --- | ------ | ----- |
| 12 de abril y 4 de mayo | Real Cartagena  | 0:1          | Cúcuta Deportivo  | 0:1 | 0:0    | G1    |
| 6 de abril y 4 de mayo  | Orsomarso       | 2:4          | Alianza Petrolera | 1:1 | 1:3    | G2    |
| 5 de abril y 2 de mayo  | Unión Magdalena | 1:1 (2:4 p.) | Tigres F. C.      | 1:0 | 0:1    | G3    |
| 5 de abril y 2 de mayo  | Deportivo Cali  | 1:1 (5:3 p.) | Jaguares          | 1:0 | 0:1    | G4    |

## Fase final

### Sorteo de emparejamientos
Los emparejamientos de la Fase IV, Octavos de final, fueron definidos en un sorteo una vez finalizada la tercera fase del torneo, donde los cuatro equipos ganadores de las llaves de la fase anterior se cruzaron con los otros doce clasificados (clubes clasificados a torneos internacionales más cuatro mejores de la reclasificación 2022). Los 16 equipos fueron ubicados en un único bolillero y se sorteó la localía del partido de ida por cada llave.
| Ganadores Fase III                                                     | Equipos que ingresan a la competición |
| ---------------------------------------------------------------------- | --- |
| - Cúcuta Deportivo - Alianza Petrolera - Tigres F. C. - Deportivo Cali | - Atlético Nacional - Deportivo Pereira - Independiente Medellín - Millonarios - Deportes Tolima - Santa Fe - Junior - Águilas Doradas - La Equidad - Atlético Bucaramanga - Deportivo Pasto - América de Cali |

### Cuadro de desarrollo
|  | Octavos de final                                            | Octavos de final                                            | Octavos de final                                            | Octavos de final                                            |   |                        | Cuartos de final                                      | Cuartos de final                                      | Cuartos de final                                      | Cuartos de final                                      |  |                       | Semifinales                                                      | Semifinales                                                      | Semifinales                                                      | Semifinales                                                      |  |                       | Final                                          | Final                                          | Final                                          | Final                                          |  |
|  | 25 de julio al 9 de agosto (ida) 16 y 17 de agosto (vuelta) | 25 de julio al 9 de agosto (ida) 16 y 17 de agosto (vuelta) | 25 de julio al 9 de agosto (ida) 16 y 17 de agosto (vuelta) | 25 de julio al 9 de agosto (ida) 16 y 17 de agosto (vuelta) |   |                        | 27 y 28 de septiembre (ida) 4 y 5 de octubre (vuelta) | 27 y 28 de septiembre (ida) 4 y 5 de octubre (vuelta) | 27 y 28 de septiembre (ida) 4 y 5 de octubre (vuelta) | 27 y 28 de septiembre (ida) 4 y 5 de octubre (vuelta) |  |                       | 19 de octubre y 2 de noviembre (ida) 2 y 5 de noviembre (vuelta) | 19 de octubre y 2 de noviembre (ida) 2 y 5 de noviembre (vuelta) | 19 de octubre y 2 de noviembre (ida) 2 y 5 de noviembre (vuelta) | 19 de octubre y 2 de noviembre (ida) 2 y 5 de noviembre (vuelta) |  |                       | 15 de noviembre (ida) 23 de noviembre (vuelta) | 15 de noviembre (ida) 23 de noviembre (vuelta) | 15 de noviembre (ida) 23 de noviembre (vuelta) | 15 de noviembre (ida) 23 de noviembre (vuelta) |  |
|  |                                                             |                                                             |                                                             |                                                             |   |                        |                                                       |                                                       |                                                       |                                                       |  |                       |                                                                  |                                                                  |                                                                  |                                                                  |  |                       |                                                |                                                |                                                |                                                |  |
|  |                                                             |                                                             |                                                             |                                                             |   |                        |                                                       |                                                       |                                                       |                                                       |  |                       |                                                                  |                                                                  |                                                                  |                                                                  |  |                       |                                                |                                                |                                                |                                                |  |
|  | Atlético Nacional                                           | 3                                                           | 2                                                           | 5                                                           |   |                        |                                                       |                                                       |                                                       |                                                       |  |                       |                                                                  |                                                                  |                                                                  |                                                                  |  |                       |                                                |                                                |                                                |                                                |  |
|  | Atlético Nacional                                           | 3                                                           | 2                                                           | 5                                                           |   |                        |                                                       |                                                       |                                                       |                                                       |  |                       |                                                                  |                                                                  |                                                                  |                                                                  |  |                       |                                                |                                                |                                                |                                                |  |
|  | América de Cali                                             | 1                                                           | 1                                                           | 2                                                           |   |                        |                                                       |                                                       |                                                       |                                                       |  |                       |                                                                  |                                                                  |                                                                  |                                                                  |  |                       |                                                |                                                |                                                |                                                |  |
|  | América de Cali                                             | 1                                                           | 1                                                           | 2                                                           |   | Atlético Nacional      | 3                                                     | 2                                                     | 5                                                     |                                                       |  |                       |                                                                  |                                                                  |                                                                  |                                                                  |  |                       |                                                |                                                |                                                |                                                |  |
|  |                                                             |                                                             |                                                             |                                                             |   | Atlético Nacional      | 3                                                     | 2                                                     | 5                                                     |                                                       |  |                       |                                                                  |                                                                  |                                                                  |                                                                  |  |                       |                                                |                                                |                                                |                                                |  |
|  |                                                             |                                                             | Águilas Doradas                                             | 0                                                           | 1 | 1                      |                                                       |                                                       |                                                       |                                                       |  |                       |                                                                  |                                                                  |                                                                  |                                                                  |  |                       |                                                |                                                |                                                |                                                |  |
|  | Águilas Doradas (p)                                         | 0                                                           | Águilas Doradas                                             | 0                                                           | 1 | 1                      | 2                                                     | 2 (5)                                                 |                                                       |                                                       |  |                       |                                                                  |                                                                  |                                                                  |                                                                  |  |                       |                                                |                                                |                                                |                                                |  |
|  | Águilas Doradas (p)                                         | 0                                                           |                                                             |                                                             |   |                        |                                                       |                                                       |                                                       |                                                       |  |                       |                                                                  |                                                                  |                                                                  |                                                                  |  |                       |                                                |                                                |                                                |                                                |  |
|  | La Equidad                                                  | 1                                                           | 1                                                           | 2 (4)                                                       |   |                        |                                                       |                                                       |                                                       |                                                       |  |                       |                                                                  |                                                                  |                                                                  |                                                                  |  |                       |                                                |                                                |                                                |                                                |  |
|  | La Equidad                                                  | 1                                                           | 1                                                           | 2 (4)                                                       |   |                        |                                                       |                                                       |                                                       |                                                       |  | Atlético Nacional (p) | 0                                                                | 3                                                                | 3 (5)                                                            |                                                                  |  |                       |                                                |                                                |                                                |                                                |  |
|  |                                                             |                                                             |                                                             |                                                             |   |                        |                                                       |                                                       |                                                       |                                                       |  | Atlético Nacional (p) | 0                                                                | 3                                                                | 3 (5)                                                            |                                                                  |  |                       |                                                |                                                |                                                |                                                |  |
|  |                                                             |                                                             | Deportivo Pereira                                           | 2                                                           | 1 | 3 (4)                  |                                                       |                                                       |                                                       |                                                       |  |                       |                                                                  |                                                                  |                                                                  |                                                                  |  |                       |                                                |                                                |                                                |                                                |  |
|  | Deportivo Pereira                                           | 1                                                           | Deportivo Pereira                                           | 2                                                           | 1 | 3 (4)                  | 1                                                     | 2                                                     |                                                       |                                                       |  |                       |                                                                  |                                                                  |                                                                  |                                                                  |  |                       |                                                |                                                |                                                |                                                |  |
|  | Deportivo Pereira                                           | 1                                                           |                                                             |                                                             |   |                        |                                                       |                                                       |                                                       |                                                       |  |                       |                                                                  |                                                                  |                                                                  |                                                                  |  |                       |                                                |                                                |                                                |                                                |  |
|  | Tigres F. C.                                                | 0                                                           | 0                                                           | 0                                                           |   |                        |                                                       |                                                       |                                                       |                                                       |  |                       |                                                                  |                                                                  |                                                                  |                                                                  |  |                       |                                                |                                                |                                                |                                                |  |
|  | Tigres F. C.                                                | 0                                                           | 0                                                           | 0                                                           |   | Deportivo Pereira      | 0                                                     | 2                                                     | 2                                                     |                                                       |  |                       |                                                                  |                                                                  |                                                                  |                                                                  |  |                       |                                                |                                                |                                                |                                                |  |
|  |                                                             |                                                             |                                                             |                                                             |   | Deportivo Pereira      | 0                                                     | 2                                                     | 2                                                     |                                                       |  |                       |                                                                  |                                                                  |                                                                  |                                                                  |  |                       |                                                |                                                |                                                |                                                |  |
|  |                                                             |                                                             | Santa Fe                                                    | 0                                                           | 0 | 0                      |                                                       |                                                       |                                                       |                                                       |  |                       |                                                                  |                                                                  |                                                                  |                                                                  |  |                       |                                                |                                                |                                                |                                                |  |
|  | Santa Fe (p)                                                | 1                                                           | Santa Fe                                                    | 0                                                           | 0 | 0                      | 1                                                     | 2 (3)                                                 |                                                       |                                                       |  |                       |                                                                  |                                                                  |                                                                  |                                                                  |  |                       |                                                |                                                |                                                |                                                |  |
|  | Santa Fe (p)                                                | 1                                                           |                                                             |                                                             |   |                        |                                                       |                                                       |                                                       |                                                       |  |                       |                                                                  |                                                                  |                                                                  |                                                                  |  |                       |                                                |                                                |                                                |                                                |  |
|  | Deportivo Cali                                              | 2                                                           | 0                                                           | 2 (1)                                                       |   |                        |                                                       |                                                       |                                                       |                                                       |  |                       |                                                                  |                                                                  |                                                                  |                                                                  |  |                       |                                                |                                                |                                                |                                                |  |
|  | Deportivo Cali                                              | 2                                                           | 0                                                           | 2 (1)                                                       |   |                        |                                                       |                                                       |                                                       |                                                       |  |                       |                                                                  |                                                                  |                                                                  |                                                                  |  | Atlético Nacional (p) | 1                                              | 1                                              | 2 (5)                                          |                                                |  |
|  |                                                             |                                                             |                                                             |                                                             |   |                        |                                                       |                                                       |                                                       |                                                       |  |                       |                                                                  |                                                                  |                                                                  |                                                                  |  | Atlético Nacional (p) | 1                                              | 1                                              | 2 (5)                                          |                                                |  |
|  |                                                             |                                                             | Millonarios                                                 | 1                                                           | 1 | 2 (4)                  |                                                       |                                                       |                                                       |                                                       |  |                       |                                                                  |                                                                  |                                                                  |                                                                  |  |                       |                                                |                                                |                                                |                                                |  |
|  | Deportivo Pasto                                             | 1                                                           | Millonarios                                                 | 1                                                           | 1 | 2 (4)                  | 3                                                     | 4 (3)                                                 |                                                       |                                                       |  |                       |                                                                  |                                                                  |                                                                  |                                                                  |  |                       |                                                |                                                |                                                |                                                |  |
|  | Deportivo Pasto                                             | 1                                                           |                                                             |                                                             |   |                        |                                                       |                                                       |                                                       |                                                       |  |                       |                                                                  |                                                                  |                                                                  |                                                                  |  |                       |                                                |                                                |                                                |                                                |  |
|  | Independiente Medellín (p)                                  | 3                                                           | 1                                                           | 4 (4)                                                       |   |                        |                                                       |                                                       |                                                       |                                                       |  |                       |                                                                  |                                                                  |                                                                  |                                                                  |  |                       |                                                |                                                |                                                |                                                |  |
|  | Independiente Medellín (p)                                  | 3                                                           | 1                                                           | 4 (4)                                                       |   | Independiente Medellín | 1                                                     | 1                                                     | 2 (4)                                                 |                                                       |  |                       |                                                                  |                                                                  |                                                                  |                                                                  |  |                       |                                                |                                                |                                                |                                                |  |
|  |                                                             |                                                             |                                                             |                                                             |   | Independiente Medellín | 1                                                     | 1                                                     | 2 (4)                                                 |                                                       |  |                       |                                                                  |                                                                  |                                                                  |                                                                  |  |                       |                                                |                                                |                                                |                                                |  |
|  |                                                             |                                                             | Cúcuta Deportivo (p)                                        | 0                                                           | 2 | 2 (5)                  |                                                       |                                                       |                                                       |                                                       |  |                       |                                                                  |                                                                  |                                                                  |                                                                  |  |                       |                                                |                                                |                                                |                                                |  |
|  | Junior                                                      | 3                                                           | Cúcuta Deportivo (p)                                        | 0                                                           | 2 | 2 (5)                  | 2                                                     | 5 (3)                                                 |                                                       |                                                       |  |                       |                                                                  |                                                                  |                                                                  |                                                                  |  |                       |                                                |                                                |                                                |                                                |  |
|  | Junior                                                      | 3                                                           |                                                             |                                                             |   |                        |                                                       |                                                       |                                                       |                                                       |  |                       |                                                                  |                                                                  |                                                                  |                                                                  |  |                       |                                                |                                                |                                                |                                                |  |
|  | Cúcuta Deportivo (p)                                        | 4                                                           | 1                                                           | 5 (4)                                                       |   |                        |                                                       |                                                       |                                                       |                                                       |  |                       |                                                                  |                                                                  |                                                                  |                                                                  |  |                       |                                                |                                                |                                                |                                                |  |
|  | Cúcuta Deportivo (p)                                        | 4                                                           | 1                                                           | 5 (4)                                                       |   |                        |                                                       |                                                       |                                                       |                                                       |  | Cúcuta Deportivo      | 0                                                                | 1                                                                | 1                                                                |                                                                  |  |                       |                                                |                                                |                                                |                                                |  |
|  |                                                             |                                                             |                                                             |                                                             |   |                        |                                                       |                                                       |                                                       |                                                       |  | Cúcuta Deportivo      | 0                                                                | 1                                                                | 1                                                                |                                                                  |  |                       |                                                |                                                |                                                |                                                |  |
|  |                                                             |                                                             | Millonarios                                                 | 1                                                           | 1 | 2                      |                                                       |                                                       |                                                       |                                                       |  |                       |                                                                  |                                                                  |                                                                  |                                                                  |  |                       |                                                |                                                |                                                |                                                |  |
|  | Deportes Tolima                                             | 0                                                           | Millonarios                                                 | 1                                                           | 1 | 2                      | 2                                                     | 2 (1)                                                 |                                                       |                                                       |  |                       |                                                                  |                                                                  |                                                                  |                                                                  |  |                       |                                                |                                                |                                                |                                                |  |
|  | Deportes Tolima                                             | 0                                                           |                                                             |                                                             |   |                        |                                                       |                                                       |                                                       |                                                       |  |                       |                                                                  |                                                                  |                                                                  |                                                                  |  |                       |                                                |                                                |                                                |                                                |  |
|  | Alianza Petrolera (p)                                       | 2                                                           | 0                                                           | 2 (3)                                                       |   |                        |                                                       |                                                       |                                                       |                                                       |  |                       |                                                                  |                                                                  |                                                                  |                                                                  |  |                       |                                                |                                                |                                                |                                                |  |
|  | Alianza Petrolera (p)                                       | 2                                                           | 0                                                           | 2 (3)                                                       |   | Alianza Petrolera      | 0                                                     | 1                                                     | 1                                                     |                                                       |  |                       |                                                                  |                                                                  |                                                                  |                                                                  |  |                       |                                                |                                                |                                                |                                                |  |
|  |                                                             |                                                             |                                                             |                                                             |   | Alianza Petrolera      | 0                                                     | 1                                                     | 1                                                     |                                                       |  |                       |                                                                  |                                                                  |                                                                  |                                                                  |  |                       |                                                |                                                |                                                |                                                |  |
|  |                                                             |                                                             | Millonarios                                                 | 2                                                           | 2 | 4                      |                                                       |                                                       |                                                       |                                                       |  |                       |                                                                  |                                                                  |                                                                  |                                                                  |  |                       |                                                |                                                |                                                |                                                |  |
|  | Atlético Bucaramanga                                        | 1                                                           | Millonarios                                                 | 2                                                           | 2 | 4                      | 0                                                     | 1                                                     |                                                       |                                                       |  |                       |                                                                  |                                                                  |                                                                  |                                                                  |  |                       |                                                |                                                |                                                |                                                |  |
|  | Atlético Bucaramanga                                        | 1                                                           |                                                             |                                                             |   |                        |                                                       |                                                       |                                                       |                                                       |  |                       |                                                                  |                                                                  |                                                                  |                                                                  |  |                       |                                                |                                                |                                                |                                                |  |
|  | Millonarios                                                 | 3                                                           | 0                                                           | 3                                                           |   |                        |                                                       |                                                       |                                                       |                                                       |  |                       |                                                                  |                                                                  |                                                                  |                                                                  |  |                       |                                                |                                                |                                                |                                                |  |
|  | Millonarios                                                 | 3                                                           | 0                                                           | 3                                                           |   |                        |                                                       |                                                       |                                                       |                                                       |  |                       |                                                                  |                                                                  |                                                                  |                                                                  |  |                       |                                                |                                                |                                                |                                                |  |
|  |                                                             |                                                             |                                                             |                                                             |   |                        |                                                       |                                                       |                                                       |                                                       |  |                       |                                                                  |                                                                  |                                                                  |                                                                  |  |                       |                                                |                                                |                                                |                                                |  |

- Nota: La localía de las llaves fue sorteada en todas las rondas. En cada llave, el equipo que ocupa la primera línea fue el local en el partido de vuelta.

- La hora de cada encuentro corresponde a la hora legal de Colombia (UTC-5).

### Octavos de final
| 26 de julio | América de Cali | 1:3 (1:2) | Atlético Nacional                    | Estadio Pascual Guerrero, Cali |                          |
| 20:00       | Quiñónes 13'    | Reporte   | Perea 2' · Deossa 45+2' · Angulo 76' | Árbitro(s): Éder Vergara       | Árbitro(s): Éder Vergara |

| 17 de agosto | Atlético Nacional          | 2:1 (1:1) | América de Cali | Estadio Atanasio Girardot, Medellín |                           |
| 20:30        | Moreno 21' · Je. Duque 65' | Reporte   | Barrios 35'     | Árbitro(s): Carlos Ortega           | Árbitro(s): Carlos Ortega |

| 27 de julio | Deportivo Cali            | 2:1 (0:0) | Santa Fe      | Estadio Deportivo Cali, Palmira |                           |
| 20:00       | Mera 87' · Sandoval 90+7' | Reporte   | Manjarrés 51' | Árbitro(s): Carlos Ortega       | Árbitro(s): Carlos Ortega |

| 16 de agosto | Santa Fe                           | 1:0 (0:0) (3:1 p.)         | Deportivo Cali                           | Estadio El Campín, Bogotá |                          |
| 18:00        | González 90+1'                     | Reporte                    |                                          | Árbitro(s): Éder Vergara  | Árbitro(s): Éder Vergara |
|              |                                    | Tiros desde el punto penal |                                          |                           |                          |
|              | Sambueza · Rivera · Ditta · Millán |                            | T. Gutiérrez · Ospina · Haquin · Córdoba |                           |                          |

| 27 de julio | Cúcuta Deportivo                                            | 4:3 (1:0) | Junior                              | Estadio General Santander, Cúcuta |                             |
| 16:00       | Olivera 24' (a.g.) · Agudelo 50' · Estupiñán 56' · Ríos 67' | Reporte   | Fuentes 55' · Rojas 60' · Bacca 72' | Árbitro(s): Diego Escalante       | Árbitro(s): Diego Escalante |

| 16 de agosto | Junior                                         | 2:1 (1:0) (3:4 p.)         | Cúcuta Deportivo                                | Estadio Metropolitano, Barranquilla |                           |
| 20:30        | Bacca 14' · González 90+9' (pen.)              | Reporte                    | Agudelo 54'                                     | Árbitro(s): Héctor Rivera           | Árbitro(s): Héctor Rivera |
|              |                                                | Tiros desde el punto penal |                                                 |                                     |                           |
|              | Bacca · González · Hernández · Fuentes · Rojas |                            | J. Díaz · Duarte · Peralta · Mastrolía · Moreno |                                     |                           |

| 26 de julio | Tigres F. C. | 0:1 (0:0) | Deportivo Pereira | Estadio Metropolitano de Techo, Bogotá |                              |
| 15:30       |              | Reporte   | Ed. Moreno 89'    | Árbitro(s): Mauricio Mercado           | Árbitro(s): Mauricio Mercado |

| 16 de agosto | Deportivo Pereira  | 1:0 (0:0) | Tigres F. C. | Estadio Hernán Ramírez Villegas, Pereira |                            |
| 19:00        | Ramírez 71' (pen.) | Reporte   |              | Árbitro(s): Jonathan Ortiz               | Árbitro(s): Jonathan Ortiz |

| 10 de agosto | Millonarios                               | 3:1 (0:1) | Atlético Bucaramanga | Estadio El Campín, Bogotá |                        |
| 20:10        | L. Castro 59' (pen.), 72' · B. Castro 80' | Reporte   | Martínez 37'         | Árbitro(s): Diego Ruiz    | Árbitro(s): Diego Ruiz |

| 17 de agosto | Atlético Bucaramanga | 0:0     | Millonarios | Estadio Alfonso López, Bucaramanga |                             |
| 18:00        |                      | Reporte |             | Árbitro(s): Ferney Trujillo        | Árbitro(s): Ferney Trujillo |

| 26 de julio | Alianza Petrolera             | 2:0 (1:0) | Deportes Tolima | Estadio Daniel Villa Zapata, Barrancabermeja |                            |
| 18:30       | Acosta 30' (pen.) · Parra 88' | Reporte   |                 | Árbitro(s): David Espinosa                   | Árbitro(s): David Espinosa |

| 16 de agosto | Deportes Tolima             | 2:0 (0:0) (1:3 p.) | Alianza Petrolera | Estadio Manuel Murillo Toro, Ibagué |                             |
| 19:00        | González 71' · Haydar 90+7' | Reporte            |                   | Árbitro(s): Liz Mair Suárez         | Árbitro(s): Liz Mair Suárez |

| 25 de julio | La Equidad  | 1:0 (0:0) | Águilas Doradas | Estadio Metropolitano de Techo, Bogotá |                          |
| 19:00       | Lloreda 56' | Reporte   |                 | Árbitro(s): Luis Delgado               | Árbitro(s): Luis Delgado |

| 16 de agosto | Águilas Doradas          | 2:1 (2:1) (5:4 p.) | La Equidad  | Estadio Alberto Grisales, Rionegro |                             |
| 18:00        | Banguero 37' · Cuenú 45' | Reporte            | Lloreda 25' | Árbitro(s): Jhon Hinestroza        | Árbitro(s): Jhon Hinestroza |

| 9 de agosto | Independiente Medellín                  | 3:1 (2:1) | Deportivo Pasto | Estadio Atanasio Girardot, Medellín |                             |
| 19:00       | Alvarado 14' · Cetré 22' · Monsalve 90' | Reporte   | D. López 45+3'  | Árbitro(s): Wander Mosquera         | Árbitro(s): Wander Mosquera |

| 17 de agosto | Deportivo Pasto                                   | 3:1 (0:1) (3:4 p.)         | Independiente Medellín                        | Estadio Departamental Libertad, Pasto |                            |
| 18:00        | Da. Moreno 55' · D. López 85', 90+2'              | Reporte                    | Gómez 24'                                     | Árbitro(s): Steven Camargo            | Árbitro(s): Steven Camargo |
|              |                                                   | Tiros desde el punto penal |                                               |                                       |                            |
|              | Da. Moreno · Cardona · Ayala · D. López · Malagón |                            | Loaiza · Londoño · Di. Moreno · Cuesta · Pons |                                       |                            |

### Cuartos de final
| 28 de septiembre | Cúcuta Deportivo | 0:1 (0:0) | Independiente Medellín | Estadio General Santander, Cúcuta                  |                                                    |
| 17:00            |                  | Reporte   | Pons 87'               | Árbitro(s): Juan Pablo Alba VAR: Nicolás Rodríguez | Árbitro(s): Juan Pablo Alba VAR: Nicolás Rodríguez |

| 5 de octubre | Independiente Medellín                          | 1:2 (0:1) (4:5 p.)         | Cúcuta Deportivo                                   | Estadio Atanasio Girardot, Medellín            |                                                |
| 18:00        | Gómez 87'                                       | Reporte                    | Zapata 25' · Micolta 69'                           | Árbitro(s): Héctor Rivera VAR: Never Manjarrés | Árbitro(s): Héctor Rivera VAR: Never Manjarrés |
|              |                                                 | Tiros desde el punto penal |                                                    |                                                |                                                |
|              | Ricaurte · Pons · Ibargüen · Varela · D. Moreno |                            | J. Díaz · Mosquera · Guzmán · Hinestroza · Micolta |                                                |                                                |

| 27 de septiembre | Águilas Doradas | 0:3 (0:1) | Atlético Nacional                         | Estadio Alberto Grisales, Rionegro            |                                               |
| 20:30            |                 | Reporte   | Aguirre 37' · Mejía 63' · Je. Duque 90+4' | Árbitro(s): Carlos Betancur VAR: Jhon Perdomo | Árbitro(s): Carlos Betancur VAR: Jhon Perdomo |

| 4 de octubre | Atlético Nacional     | 2:1 (1:1) | Águilas Doradas | Estadio Atanasio Girardot, Medellín            |                                                |
| 20:30        | Perea 22' · Pabón 69' | Reporte   | Cuenú 14'       | Árbitro(s): Jhon Hinestroza VAR: Luis Trujillo | Árbitro(s): Jhon Hinestroza VAR: Luis Trujillo |

| 27 de septiembre | Santa Fe | 0:0     | Deportivo Pereira | Estadio El Campín, Bogotá                     |                                               |
| 18:15            |          | Reporte |                   | Árbitro(s): Edilson Ariza VAR: Fernando Acuña | Árbitro(s): Edilson Ariza VAR: Fernando Acuña |

| 4 de octubre | Deportivo Pereira                     | 2:0 (1:0) | Santa Fe | Estadio Hernán Ramírez Villegas, Pereira    |                                             |
| 18:00        | Mosquera 16' (a.g.) · K. Valencia 87' | Reporte   |          | Árbitro(s): Diego Ulloa VAR: Ricardo García | Árbitro(s): Diego Ulloa VAR: Ricardo García |

| 28 de septiembre | Millonarios                | 2:0 (2:0) | Alianza Petrolera | Estadio El Campín, Bogotá                   |                                             |
| 19:10            | L. Castro 26' · Guerra 41' | Reporte   |                   | Árbitro(s): Luis Matorel VAR: Nicolás Gallo | Árbitro(s): Luis Matorel VAR: Nicolás Gallo |

| 5 de octubre | Alianza Petrolera      | 1:2 (0:0) | Millonarios                         | Estadio Daniel Villa Zapata, Barrancabermeja    |                                                 |
| 20:30        | E. Torres 90+2' (pen.) | Reporte   | L. Castro 73' (pen.) · Carvajal 89' | Árbitro(s): Nolberto Ararat VAR: Keiner Jiménez | Árbitro(s): Nolberto Ararat VAR: Keiner Jiménez |

### Semifinales
| 2 de noviembre | Millonarios   | 1:0 (0:0) | Cúcuta Deportivo | Estadio El Campín, Bogotá                      |                                                |
| 20:00          | L. Castro 74' | Reporte   |                  | Árbitro(s): David Espinosa VAR: Mauricio Pérez | Árbitro(s): David Espinosa VAR: Mauricio Pérez |

| 5 de noviembre | Cúcuta Deportivo | 1:1 (1:1) | Millonarios | Estadio General Santander, Cúcuta                |                                                  |
| 17:00          | Peralta 17'      | Reporte   | Ruiz 45'    | Árbitro(s): Carlos Betancur VAR: Never Manjarrés | Árbitro(s): Carlos Betancur VAR: Never Manjarrés |

| 19 de octubre | Deportivo Pereira          | 2:0 (1:0) | Atlético Nacional | Estadio Hernán Ramírez Villegas, Pereira     |                                              |
| 20:00         | Quintero 12' · Cabrera 90' | Reporte   |                   | Árbitro(s): Luis Matorel VAR: Ricardo García | Árbitro(s): Luis Matorel VAR: Ricardo García |

| 2 de noviembre | Atlético Nacional                        | 3:1 (2:0) (5:4 p.)         | Deportivo Pereira                                        | Estadio Polideportivo Sur, Envigado             |                                                 |
| 15:00          | Je. Duque 35', 72' · E. Ramírez 45+2'    | Reporte                    | Balboa 59'                                               | Árbitro(s): Nolberto Ararat VAR: Keiner Jiménez | Árbitro(s): Nolberto Ararat VAR: Keiner Jiménez |
|                |                                          | Tiros desde el punto penal |                                                          |                                                 |                                                 |
|                | Pabón · Mejía · Mier · Gentil · Mosquera |                            | C. Ramírez · Suárez · Ar. Rodríguez · Medina · Bocanegra |                                                 |                                                 |

### Final
| 15 de noviembre | Millonarios   | 1:1 (0:1) | Atlético Nacional | Estadio El Campín, Bogotá                       |                                                 |
| 20:00           | L. Castro 80' | Reporte   | Pabón 20'         | Árbitro(s): Jhon Hinestroza VAR: Ricardo García | Árbitro(s): Jhon Hinestroza VAR: Ricardo García |

| 23 de noviembre | Atlético Nacional                             | 1:1 (0:0) (5:4 p.)         | Millonarios                                 | Estadio Atanasio Girardot, Medellín             |                                                 |
| 20:00           | Aguirre 90+3'                                 | Reporte                    | L. Castro 59'                               | Árbitro(s): Carlos Betancur VAR: Keiner Jiménez | Árbitro(s): Carlos Betancur VAR: Keiner Jiménez |
|                 |                                               | Tiros desde el punto penal |                                             |                                                 |                                                 |
|                 | Je. Duque · Mejía · Mier · Mosquera · Ramírez |                            | Pereira · Arias · Vargas · Guerra · Vásquez |                                                 |                                                 |

|                                      |
| Bandera de Colombia                  |
| Campeón Atlético Nacional 6.º título |

## Estadísticas

### Tabla general
| Pos. | Equipos                   | PJ | PG | PE | PP | GF | GC | Dif. | Pts. | Rend.  |
| ---- | ------------------------- | -- | -- | -- | -- | -- | -- | ---- | ---- | ------ |
| 1.   | Atlético Nacional(n)      | 8  | 5  | 2  | 1  | 15 | 8  | 7    | 17   | 70.8 % |
| 2.   | Millonarios(n)            | 8  | 4  | 4  | 0  | 11 | 5  | 6    | 16   | 66.7 % |
| 3.   | Cúcuta Deportivo          | 12 | 5  | 3  | 4  | 14 | 11 | 3    | 18   | 50 %   |
| 4.   | Deportivo Pereira(n)      | 6  | 4  | 1  | 1  | 7  | 3  | 4    | 13   | 72.2 % |
| 5.   | Alianza Petrolera         | 10 | 4  | 2  | 4  | 14 | 12 | 2    | 14   | 46.7 % |
| 6.   | Independiente Medellín(n) | 4  | 2  | 0  | 2  | 6  | 6  | 0    | 6    | 50 %   |
| 7.   | Santa Fe(n)               | 4  | 1  | 1  | 2  | 2  | 4  | –2   | 4    | 33.3 % |
| 8.   | Águilas Doradas(n)        | 4  | 1  | 0  | 3  | 3  | 7  | –4   | 3    | 25 %   |
| 9.   | Deportivo Cali            | 8  | 4  | 2  | 2  | 14 | 6  | 8    | 14   | 58.3 % |
| 10.  | Tigres F. C.              | 6  | 1  | 2  | 3  | 2  | 4  | –2   | 5    | 27.8 % |
| 11.  | Junior(n)                 | 2  | 1  | 0  | 1  | 5  | 5  | 0    | 3    | 50 %   |
| 12.  | Deportivo Pasto(n)        | 2  | 1  | 0  | 1  | 4  | 4  | 0    | 3    | 50 %   |
| 13.  | La Equidad(n)             | 2  | 1  | 0  | 1  | 2  | 2  | 0    | 3    | 50 %   |
| 14.  | Deportes Tolima(n)        | 2  | 1  | 0  | 1  | 2  | 2  | 0    | 3    | 50 %   |
| 15.  | Atlético Bucaramanga(n)   | 2  | 0  | 1  | 1  | 1  | 3  | –2   | 1    | 16.7 % |
| 16.  | América de Cali(n)        | 2  | 0  | 0  | 2  | 2  | 5  | –3   | 0    | 0 %    |
| 17.  | Jaguares                  | 6  | 4  | 1  | 1  | 6  | 2  | 4    | 13   | 72.2 % |
| 18.  | Unión Magdalena           | 6  | 4  | 0  | 2  | 10 | 5  | 5    | 12   | 66.7 % |
| 19.  | Real Cartagena            | 6  | 2  | 3  | 1  | 6  | 4  | 2    | 9    | 50 %   |
| 20.  | Orsomarso                 | 6  | 2  | 3  | 1  | 4  | 4  | 0    | 9    | 50 %   |
| 21.  | Envigado F. C.            | 4  | 1  | 2  | 1  | 3  | 3  | 0    | 5    | 41.7 % |
| 22.  | Fortaleza CEIF            | 2  | 1  | 0  | 1  | 4  | 5  | –1   | 3    | 50 %   |
| 23.  | Llaneros                  | 2  | 0  | 1  | 1  | 1  | 2  | –1   | 3    | 16.7 % |
| 24.  | Bogotá F. C.              | 2  | 0  | 1  | 1  | 2  | 3  | –1   | 1    | 16.7 % |
| 25.  | Patriotas                 | 2  | 0  | 1  | 1  | 0  | 1  | –1   | 1    | 16.7 % |
| 26.  | Deportes Quindio          | 2  | 0  | 1  | 1  | 0  | 2  | –2   | 1    | 16.7 % |
| 27.  | Itagüí Leones             | 2  | 0  | 1  | 1  | 0  | 2  | –2   | 1    | 16.7 % |
| 28.  | Cortuluá                  | 2  | 0  | 0  | 2  | 2  | 5  | –3   | 0    | 0 %    |
| 29.  | Atlético F. C.            | 2  | 1  | 0  | 1  | 2  | 2  | 0    | 3    | 50 %   |
| 30.  | Once Caldas               | 2  | 1  | 0  | 1  | 2  | 3  | –1   | 3    | 50 %   |
| 31.  | Real Santander            | 2  | 1  | 0  | 1  | 2  | 4  | –2   | 3    | 50 %   |
| 32.  | Boyacá Chicó              | 2  | 0  | 2  | 0  | 1  | 1  | 0    | 2    | 33.3 % |
| 33.  | Atlético Huila            | 2  | 0  | 1  | 1  | 0  | 1  | –1   | 1    | 16.7 % |
| 34.  | Barranquilla F. C.        | 2  | 0  | 1  | 1  | 3  | 9  | –6   | 1    | 16.7 % |
| 35.  | Valledupar F. C.          | 2  | 0  | 0  | 2  | 0  | 3  | –3   | 0    | 0 %    |
| 36.  | Boca Juniors de Cali      | 2  | 0  | 0  | 2  | 0  | 4  | –4   | 0    | 0 %    |

Nota: Atlético Nacional, Millonarios, Deportivo Pereira, Independiente Medellín, Deportes Tolima, Santa Fe, Atlético Bucaramanga, Águilas Doradas, Junior, América de Cali, La Equidad y Deportivo Pasto clasificaron directamente a octavos de final, por lo que jugaron menos partidos que el resto de equipos.
|  |                                                 |
|  | Campeón. (Clasificado a Copa Libertadores 2024) |
|  | Finalista.                                      |
|  | Clasificados a semifinales.                     |
|  | Clasificados a cuartos de final.                |
|  | Clasificados a octavos de final.                |
|  | Eliminados en fases anteriores.                 |

### Goleadores
| Jugador          | Equipo            | Goles |
| ---------------- | ----------------- | ----- |
| Leonardo Castro  | Millonarios       | 7     |
| Jonathan Agudelo | Cúcuta Deportivo  | 4     |
| Jefferson Duque  | Atlético Nacional | 4     |
| Jefry Zapata     | Cúcuta Deportivo  | 3     |
| Darwin López     | Deportivo Pasto   | 3     |
| Kevin Viveros    | Deportivo Cali    | 3     |